# Nyctophilus microdon
Nyctophilus microdon es una especie de murciélago de la familia Vespertilionidae.

## Distribución geográfica
Es endémica de Papúa Nueva Guinea, donde se registró en siete localidades.